# Estación de Mercabarna
La estación de Mercabarna del metro de Barcelona es una estación de la línea 9 que está situada cerca del polígono alimentario de Mercabarna. Da servicio a Mercabarna y zonas residenciales cercanas. La estación tiene ascensores y escaleras mecánicas. En esta estación no solamente pararán trenes de la línea 9, también llegarán trenes de la línea 2 por el mismo túnel y que permitirán llegar al centro de Barcelona. La estación de la L9 se abrió al público el 12 de febrero de 2016, y la de la L2 aún no tiene fecha.
| << cabecera | < estación  | línea                      | estación >    | cabecera >>           |
| ----------- | ----------- | -------------------------- | ------------- | --------------------- |
| Metro       |             |                            |               |                       |
| Aeroport T1 | Les Moreres | (20??)                     | Parc Logístic | Badalona Pompeu Fabra |
| Aeroport T1 | Les Moreres | Zona Universitària Can Zam | Parc Logístic |                       |